# فطار عفني
الفطار العفني هو كل عدوى فطرية تسببها الفطريات من رتبة العفنيات. بشكل عام، أكثر الأنواع المسببة هي تلك التي تتبع أجناس العفنة، الرازبة، العبسية، والكانينغهاميلة.
يتميز المرض بوجود الخيوط الفطرية داخل الأوعية الدموية وحولها ويمكن أن يهدد حياة المصابين بمرض السكري أو الأفراد الذين يعانون من نقص شديد في المناعة. يستخدم تعبير «الفطار الزيجي»  للدلالة على الفطار العفني ولكن الفطور الزيجية متعددة الأجناس، ولم تعد مدرجة في نظام تصنيف الفطريات.  بالإضافة إلى ذلك يشمل داء الفطريات الزيجية الحاشوريات، في حين لا يشمل داء الفطار العفني هذه المجموعة.

## العلامات والأعراض

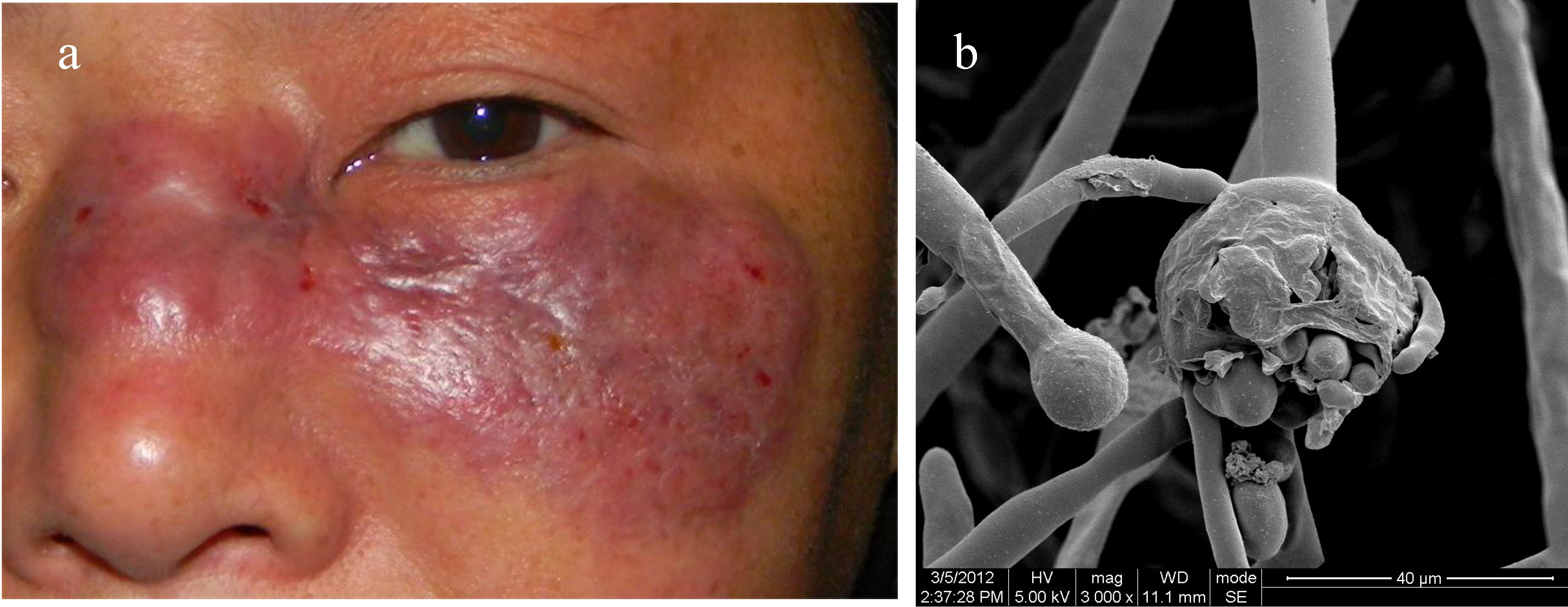
رجل يبلغ من العمر 47 عامًا مصاب بالفطار العفني وصورة بالمجهر الإلكتروني من جلده تظهر الأكياس البوغية لفطريات العفناوات.

يصيب الفطار العفني في كثير من الأحيان الجيوب الأنفية أو المخ أو الرئتين. في حين إن إصابة تجويف الفم أو المخ هي أكثر أشكال الإصابة بالفطار العفني شيوعًا، يمكن للفطريات أن تصيب مناطق أخرى من الجسم مثل الجهاز الهضمي والجلد وغيرها من أجهزة الجسم. في حالات نادرة، يُصاب الفك العلوي بداء الفطار العفني. عادةً ما تمنع التروية الدموية الغزيرة في مناطق الوجه والفكين الالتهابات الفطرية، على الرغم من ذلك تتمكن الفطريات شديدة الفوعة كتلك المسؤولة عن الإصابة  بالفطار العفني، من التغلب على هذا العائق.
هناك العديد من العلامات الرئيسية التي تشير إلى الإصابة بالفطار العفني. واحدة من هذه العلامات هي غزو الخيوط الفطرية للأوعية الدموية ما يؤدي إلى تشكيل الجلطات الدموية وبالتالي موت الأنسجة المحيطة نتيجة فقدان التروية. إذا أصاب المرض المخ، فقد تتضمن الأعراض صداعًا أحادي الجانب خلف العينين وآلامًا في الوجه  وحمى واحتقان الأنف الذي يتطور إلى إفرازات سوداء والتهاب حاد في الجيوب الأنفية جنبًا إلى جنب مع تورم العين. قد يبدو الجلد المصاب طبيعيًا نسبيًا خلال المراحل المبكرة من الإصابة. يتلون هذا الجلد بسرعة باللون الأحمر وقد يتورم قبل أن يتحول إلى اللون الأسود في النهاية بسبب موت الأنسجة. تشمل الأشكال الأخرى من الفطار العفني إصابة الرئة أو الجلد أو الانتشار في جميع أنحاء الجسم؛ قد تشمل الأعراض أيضًا صعوبة في التنفس وسعالًا مستمرًا. في حالات موت الأنسجة، يضاف على الأعراض الغثيان والتقيؤ، والسعال الدموي، والآلام البطنية.

## عوامل الخطر
تشمل العوامل المهيئة للفطار العفني الإصابة بفيروس نقص المناعة البشري/الإيدز، داء السكري غير المنضبط، السرطانات كالليمفوما، الفشل الكلوي، زرع الأعضاء، استخدام الستيرويدات القشرية لمدة طويلة، العلاج المثبط للمناعة، سوء التغذية الناجم عن عوز الطاقة في تشمع الكبد، العلاج بالديفيروكسامين. ومع ذلك، أُبلغ عن حالات من الإصابة بالفطار العفني دون وجود عوامل مؤهبة واضحة.

## التشخيص
نظرًا إلى أن المسحات المأخوذة من الأنسجة أو الإفرازات غير موثوقة عمومًا، يستلزم تشخيص الإصابة بالفطار العفني أخذ خزعة من الأنسجة المُصابة.

## العلاج
في حالة الاشتباه في الإصابة بداء الفطار العفني، يجب العلاج بالأمفوتريسين ب على الفور بسبب الانتشار السريع للمرض ومعدل الوفيات المرتفع. عادة ما يُعطى الأمفوتريسين ب لمدة 4-6 أسابيع إضافية بعد إتمام العلاج الأولي لضمان القضاء على العدوى. وافقت إدارة الغذاء والدواء الأمريكية مؤخراً على إستخدام إيزافوكونازول لعلاج داء الرشاشيات الغازي وداء الفطار العفني الغازي.
بعد إعطاء الأمفوتريسين ب أو إيزافوكونازول، تُستطب الإزالة الجراحية لتجمع الفطريات. يجب مراقبة المرض بحثًا عن أي علامة لظهوره مجددًا.
يمكن أن يكون العلاج الجراحي جائرًا للغاية، وفي بعض حالات إصابة الأنف والدماغ، تكون هناك حاجة لإزالة أنسجة المخ المصابة. وقد تكون الجراحة مشوِهة إذا تضمنت إزالة الحنك أو تجويف الأنف أو البنى العينية. قد نحتاج إلى أكثر من عمل جراحي واحد. افتُرض أن الأكسجين عالي الضغط قد يكون مفيدًا كعلاج مساعد لأن الضغط العالي للأكسجين يزيد من قدرة العدلات على قتل العضيات الحية. قد يختلف المنهج العلاجي خاصةً عندما لا تستجيب المُستغبِرة (جنس من الفطريات) للعوامل المضادة للفطريات لدى مرضى الإيدز المقاومين للعلاج مضادات الفيروسات القهقرية.
في معظم الحالات، يكون إنذار الإصابة بسرطان الفطار العفني سيئًا ويتفاوت معدل الوفيات حسب شكله وشدته. في الشكل الأنفي المخي، يتراوح معدل الوفيات بين 30 ٪ و 70 ٪، في حين أن داء الفطار العفني المنتشر يسبب أعلى معدل للوفيات لمريض يتمتع بصحة جيدة بنسبة 90 ٪. يبلغ معدل الوفيات بين مرضى الإيدز 100٪ تقريبًا. تشمل المضاعفات المحتملة لداء الفطار العفني الفقد الجزئي للوظائف العصبية والعمى وتجلط الأوعية الدموية أو الدماغية.

## علم الأوبئة
داء الفطار العفني هو عدوى نادرة للغاية، وبالتالي، من الصعب معرفة التاريخ المرضي للمصابين وحدوث العدوى. ومع ذلك، كشف أحد مراكز الأورام الأمريكية أن الفطار العفني وجد لدى 0.7 ٪ من الجثث المُشرّحة ونحو 20 مريض لكل 100,000 قبول في هذا المركز. وفي الولايات المتحدة، الفطار العفني الأكثر شيوعًا هو النمط الأنفي المخي، مترافقًا بشكل دائم تقريبًا مع ارتفاع السكر في الدم والحماض الاستقلابي (الحماض السكري على سبيل المثال). في معظم الحالات، يعاني المريض من نقص المناعة، على الرغم من حدوث حالات نادرة لم يكن المريض فيها مصابًا بأي مما سبق؛ يحدث ذلك عادة نتيجة للتلوث الرضي بأبواغ الفطر. عالميًا، وُجد داء الفطار العفني  في 1 ٪ من المرضى الذين يعانون من سرطان الدم الحاد في مراجعة إيطالية.

## التفشي
لا يُطلب من كل مستشفى في الولايات المتحدة الأمريكية نشر تفاصيل تفشي الأمراض المعدية الذي يحدث داخلها. في عام 2014، ظهرت تفاصيل تفشي نمط فتاك من داء الفطار العفني حدث في العام 2008, بعد استجابة تقارير تلفزيونية وصحفية لمقال في مجلة طبية للأطفال. ووُجد أن بياضات المستشفى الملوثة هي التي تسببت بنشر العدوى. وجدت دراسة عام 2018 أن الكثير من بياضات المستشفيات المغسولة حديثًا والتي سُلّمت إلى مستشفيات زرع الأعضاء في الولايات المتحدة كانت ملوثة بالعفناوات.
حدثت مجموعة من الإصابات في أعقاب إعصار جوبلين 2011. وبدءًا من 19 يوليو، تم التعرف على 18 حالة مشتبه بإصابتها بالفطار العفني الجلدي، أُكدت 13 حالة منها. عُرّفت الحالة المؤكدة على أنها 1) التهاب الأنسجة الرخوة الناخر الذي يتطلب علاجًا مضادًا للفطريات أو تنضيرًا جراحيًا لدى الشخص المصاب في الإعصار، 2) ظهور المرض في أو بعد 22 مايو 3) إيجابية اختبار الزرع الفطري أو إيجابية التشريح المرضي وسلسلة جينية توافق الخلايا الفطرية العفنية. لم يُبلغ عن أي حالات إضافية ذات صلة بهذا المرض منذ 17 يونيو. احتاج عشرة مرضى للدخول إلى وحدة العناية المركزة، وتوفي خمسة منهم.
أُبلغ عن الإصابة بالفطار العفني الجلدي بعد كوارث طبيعية سابقة؛ ومع ذلك، تلك كانت أول حالة تفشٍ معروفة تحدث بعد إعصار. لم يُعثر على أي إصابة عند الأشخاص الذين كانوا ينظفون الحطام؛ يُعتقد أن الانتقال قد حدث من خلال الرضوض النافِذة التي تحدثها الأجسام الملوثة (مثل شظايا الخشب).

### الفطر الأسود
سُجِل عدد من حالات الإصابة بالفطار العفني ذات علاقة بالعقاقير الكابتة للمناعة التي يستخدمها مرضى كوفيد-19 في الهند أثناء جائحة فيروس كورونا، ولُقِب المرض رسميًا بالفطار العفني المتعلق بكوفيد (CAM) أو «الفطر الأسود». سُجِلَت 44 حالة إصابة وتسع وفيات في أحمد آباد في منتصف ديسمبر عام 2020. كما أُبْلِغ عن حالات في مومباي ودلهي. حسب التقارير، أثر المرض على ما يقرب ال5،000 حالة في مختلف أنحاء البلاد، وتسبب في عدد من الوفيات.